# Anycteola fotelloides
Anycteola fotelloides là một loài bướm đêm trong họ Noctuidae.